# Universidad Politécnica de Bucarest
La Universidad Politécnica de Bucarest (en rumano: Universitatea Politehnica din București) es una universidad técnica en Bucarest, Rumania . Fue fundada en 1818 como "Escuela Académica de Filosofía, Ciencias Matemáticas e Ingenieros Topográficos". Más tarde, la escuela superior técnica fue renombrada unas cuantas veces, en 1864 como Escuela de Puentes y Caminos, Minas y Arquitectura (basada en la escuela técnica más antigua de Gheorghe Lazăr, de 1818), y el adjetivo Politécnica se introdujo en 1920 cuando la universidad pasó a llamarse Escuela Politécnica de Bucarest . La Universidad Politehnica está clasificada por el Ministerio de Educación de Rumania como una universidad de investigación y educación avanzada. La enseñanza se imparte generalmente en rumano, salvo en la Facultad de Ingeniería en Idiomas Extranjeros, en la que se imparte en uno de los tres idiomas siguientes: inglés, francés y alemán. 
La Universidad es miembro de la Asociación Europea para la Educación Internacional (EAIE), la Asociación Europea de Universidades (EUA), el Consejo de Educación Doctoral de la EUA, CESAER (consejo de universidades de ciencia y tecnología en Europa) y la Alianza Rumana de Universidades Técnicas (ARUT).

## Historia
La Universidad Politécnica de Bucarest es la universidad técnica más grande de Rumania. Su tradición se remonta a la fundación de la primera escuela técnica superior en Valaquia, en 1818, por Gheorghe Lazăr. Nacido en Avrig, Transilvania, Gheorghe Lazăr estudió en Sibiu, Cluj y Viena . En 1817-1818 se esforzó por convencer a los nobles locales de la necesidad de apoyar una escuela técnica moderna en Rumania. Así, el 24 de marzo de 1818, por un edicto principesco de Ioan Caragea, las instalaciones de la Abadía de Saint Sava se convirtieron en la nueva escuela, Școala Tehnică Superioară pentru Ingineri Hotarnici (Escuela Técnica Superior para Ingenieros de Topografía).  
En 1832, la escuela se reorganizó, incluidos cuatro ciclos, de conformidad con las disposiciones del Reglamento Orgánico . Entre otras facultades, la que se ocupaba de las ciencias exactas incluía cursos como trigonometría aplicada, geodesia, mineralogía, gráficos de ingeniería, geometría descriptiva, elementos mecánicos aplicados a máquinas comunes, principios de construcción de carreteras y puentes, elementos de arquitectura, etc. Los graduados estaban obligados a trabajar durante tres años para el estado o a devolver la subvención recibida. En 1862, el gobernante de los Principados Unidos, Alexandru Ioan Cuza, había establecido mediante otro decreto principesco un conjunto de reglas para la organización de ingenieros civiles. Este decreto definía claramente la jerarquía de ingenieros o directores, sus salarios, así como las condiciones de admisión y promoción. 

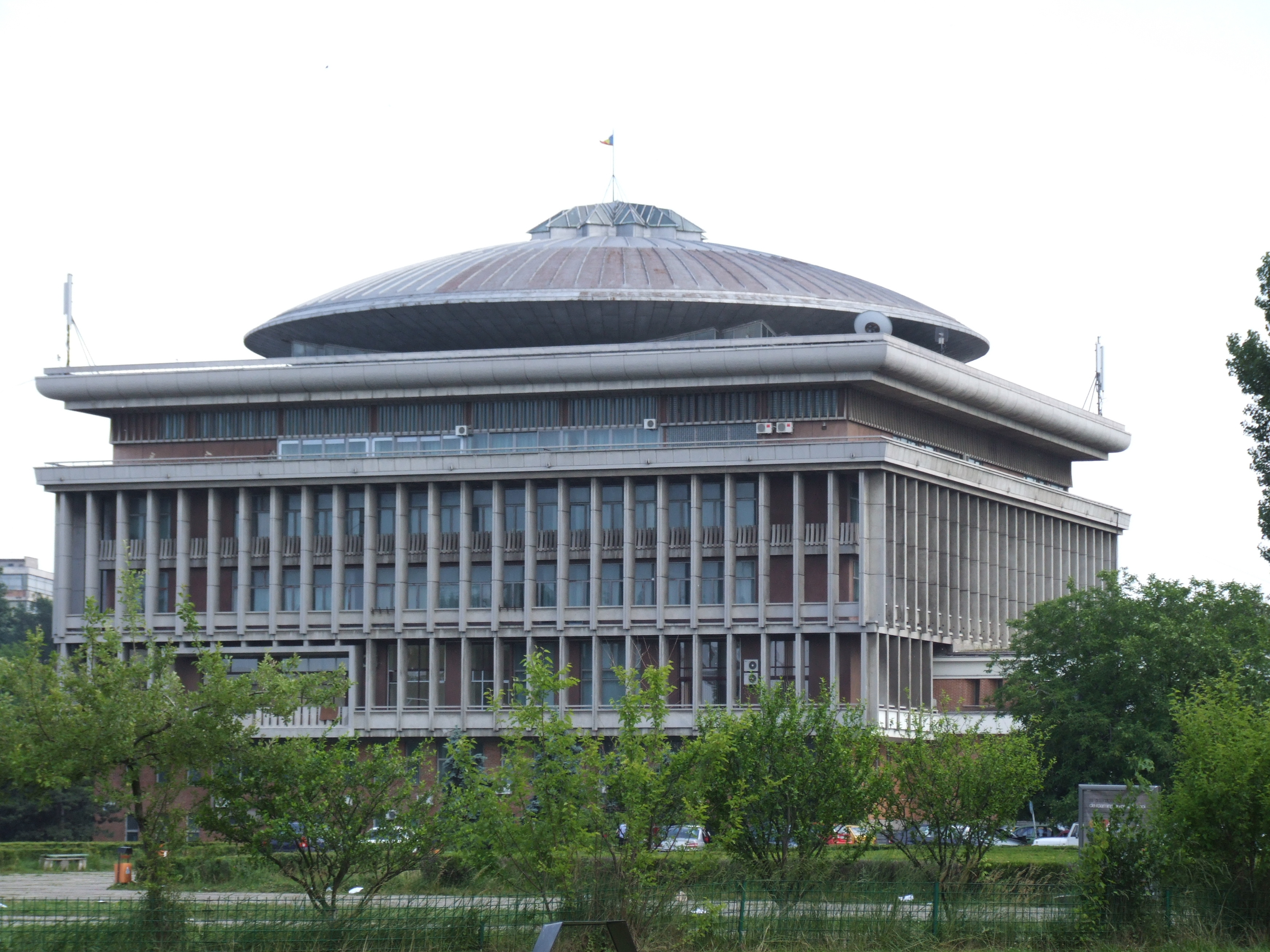
El edificio administrativo principal (Rectorado)

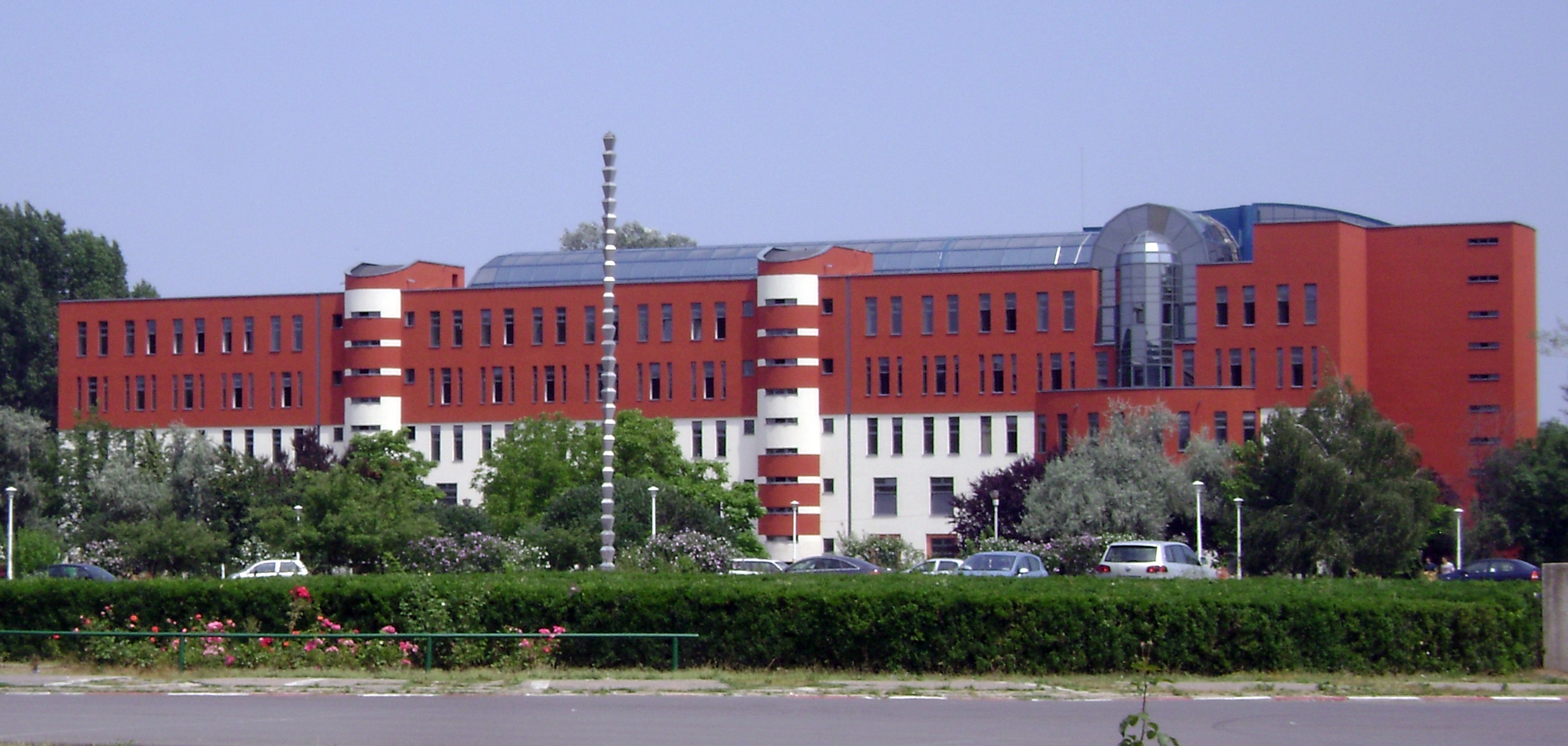
El edificio de la biblioteca

Una figura importante en la "Escuela de Puentes, Caminos y Minas" fue Gheorghe Duca . Ya en 1887, analizó el contenido de los cursos, detectando las debilidades de la escuela, así como las mejores soluciones para mejorar su nivel académico. En esos tiempos, una condición esencial era la severidad impuesta a la conducta de los estudiantes, además de la evaluación. Los estudiantes que obtenían resultados insuficientes, o que tenían una asistencia irregular al curso, fueron expulsados rápidamente de la escuela. De hecho, hasta ese momento, el año preparatorio no tenía pruebas de admisión. 
A partir de 1881, se introdujo una prueba de admisión. La principal prioridad era la calidad de los candidatos, siendo menos importante el número de candidatos seleccionados. Gheorghe Duca intentó y logró atraer a los mejores profesores a la "Escuela Nacional de Puentes y Caminos". Entre ellos estaban David Emmanuel (matemáticas elementales), Spiru Haret (álgebra superior y geometría analítica), CM Mironescu (estadística e ingeniería gráfica), Constantin Istrati (física) o Anghel Saligny (puentes y carreteras). Además, el mismo Gheorghe Duca fue considerado la mayor autoridad en ferrocarriles a finales del siglo XIX. Este fue quizás punto de inflexión, en el que Rumania demostró claramente que era capaz de lograr por sí sola lo que hasta entonces se consideraba que podía obtenerse tan solo en el extranjero, a saber, la capacitación de especialistas altamente calificados en ciencia e ingeniería. 
El año 1890 también representó un momento trascendental, cuando en la Escuela Nacional de Puentes y Caminos se creó una nueva comisión cuya función principal era emitir certificados de equivalencia para los diplomas de ingeniería obtenidos en el extranjero, transformando así a esta escuela nacional en un modelo para evaluar estudios técnicos superiores. 
Nicolae Vasilescu-Karpen fue nombrado director de la escuela en febrero de 1920. Como resultado directo de sus esfuerzos, el gobierno aprobó el establecimiento de Escuelas Politécnicas en Rumania, concebidas como instituciones de educación superior, equiparadas a las universidades, cuyo objetivo final era la capacitación en ingeniería bajo los auspicios del Ministerio de Obras Públicas. 
La Escuela Politécnica se creó mediante la transformación de la "Escuela Nacional de Puentes y Caminos" en la "Escuela Politécnica de Bucarest". En su etapa inicial constaba de cuatro secciones: 
- Ingeniería civil;
- Mecánica y electricidad;
- Minas y metalurgia;
- La sección industrial.

En este período, además de la Escuela Politécnica, había Institutos para Ingenieros dentro de las Universidades. Por ejemplo, la Universidad de Bucarest era sede de un instituto de ingeniería eléctrica, un instituto de química industrial, y otro de química agrícola y alimentaria. 
Otra piedra angular importante fue el decreto 3799 de 1938 que estableció que la educación superior solo puede ser proporcionada por universidades, escuelas politécnicas o academias de estudios comerciales. Como resultado directo, se introdujeron la Academia de Estudios Agrícolas Superiores, la Academia de Arquitectura, el Instituto de Química Industrial y Química Agrícola y Alimentaria, respectivamente, en el marco de la Politécnica de Bucharest. El cambio de nombre de "Escuela Politécnica de Bucarest" a "Politécnica Carol II de Bucarest" fue acompañado por otros cambios también. La Politécnica pasó a depender del ministerio de educación nacional en lugar del ministerio de obras públicas, el exdirector se convirtió en rector, las diferentes secciones se convirtieron en facultades, sus presidentes a su vez, se convirtieron en decanos, y así sucesivamente. 
Entre 1938 y 1948, la Politécnica de Bucarest contaba con siete facultades: ingeniería civil, electromecánica, metalurgia, química industrial, silvicultura, agronomía y arquitectura . 
Otra importante transformación tuvo lugar en 1948, cuando varias especialidades de la Politécnicas se segregaron, o incluso se mudaron a otras ciudades. Algunas de las nuevas universidades, institutos o facultades que tienen sus raíces en la antigua "Politécnica de Bucarest", de la que eran facultades o departamentos, son los siguientes: Universidad Técnica de Ingeniería Civil de Bucarest; Universidad de Arquitectura y Urbanismo Ion Mincu; Universidad de Ciencias Agronómicas; Facultad de Silvicultura, Universidad Transilvania de Brașov; Escuela de Minas, Petroșani; Universidad de Petróleo y Gas de Ploieşti; Facultad de Química de los Alimentos, Universidad de Galați; Facultad de Industria Textil, Universidad Técnica Gheorghe Asachi de Iași. 
En 1948-1992, el nombre de la escuela pasó a ser "Instituto Politécnico de Bucarest". Durante algunos años se llamó "Institutul Politehnic 'Gheorghe Gheorghiu-Dej' București". Basado en una resolución del Senado de noviembre de 1992, el Instituto Politécnico de Bucarest se convirtió en la Universidad Politécnica de Bucarest.

## Clasificación
Según el Scimago Lab, con base en los datos recopilados entre 2007 y 2011, la Universidad Politehnica de Bucarest ocupó el puesto 546 del mundo, 15 a nivel regional y número uno en Rumania por número de publicaciones.
En el 29.º International Collegiate Programming Contest de ACM, celebrado en la Universidad Jiao Tong de Shanghái, el 6 de abril de 2005, el equipo de estudiantes de la Politécnica ocupó el décimo lugar.

## Facultades
La universidad está estructurada en facultades. Las facultades son entidades académicas distintas, cada una con sus propios criterios de admisión, personal en gran medida distinto e interacción limitada entre ellas. Sin embargo, hay una serie de puntos en común: todas las facultades solo ofrecen títulos de ingeniería, hay un plan de estudios en gran parte común en el primer año de estudios, hay instalaciones de enseñanza compartidas e instalaciones compartidas de estudiantes. Actualmente hay quince facultades.   : 
- Facultad de Ingeniería Eléctrica
- Facultad de Ingeniería Eléctrica
- Facultad de Control Automático y Computación
- Facultad de Electrónica, Telecomunicaciones y Tecnología de la Información.
- Facultad de Ingeniería Mecánica y Mecatrónica.
- Facultad de Ingeniería y Gestión de Sistemas Tecnológicos.
- Facultad de Ingeniería de Sistemas Biotécnicos
- Facultad de Transportes
- Facultad de Ingeniería Aeroespacial
- Facultad de Ciencia e Ingeniería de Materiales
- Facultad de Química Aplicada y Ciencia de Materiales
- Facultad de Ingeniería en Lenguas Extranjeras
- Facultad de Ciencias Aplicadas
- Facultad de Ingeniería Médica
- Facultad de Emprendimiento, Ingeniería y Dirección de Empresas.